# Tlite
Tlite (franska: Tlite (CR), Tlite (Commune Rurale), arabiska: تيسينت) är en kommun i Marocko.   Den ligger i provinsen Tata och regionen Souss-Massa, i den centrala delen av landet, 400 km söder om huvudstaden Rabat. Antalet invånare är 5 066.